# John Ingram (martyr)
Pour les articles homonymes, voir John Ingram.
John Ingram, né en 1565 dans le Herefordshire et mort le 26 juillet 1591 à Newcastle-on-Tyne en Angleterre, est un prêtre catholique anglais, accusé de trahison et exécuté sous le règne d'Élizabeth Ire. 

## Biographie
On ne sait rien de certain sur les origines de John Ingram. Nous ne savons pas s'il est issu d'une famille demeurée fidèle à l'Église catholique ou s'il est converti comme certaines sources le prétendent mais le confondant avec un autre John Ingram étudiant à Oxford et plus âgé que lui de 17 ans. Nous savons juste qu'à 17 ans il quitte l'Angleterre pour le continent afin d'être ordonné prêtre catholique. Ne pouvant étudier la théologie catholique chez lui, pour échapper aux interdits frappant le catholicisme en Angleterre, il doit se rendre sur le continent. Sur la route lui et Richard Haward, Thomas Heath et Christopher Haywood, ses compagnons de route, manquent d'être assassinés par des mercenaires calvinistes. Il rejoint finalement Reims et est inscrit au collège anglais de l'université de Reims, suit des études au collège jésuite de Pont-à-Mousson où il se rapproche du jésuite écossais Edmund Hay qui exercera sur lui une certaine influence, passe par le collège anglais de Rome où il achève ses études de théologie en 1589 et est ordonné prêtre dans la basilique du Latran. Il reste ensuite deux ans à Rome avant d'entreprendre le périlleux voyage du retour qui le fera passer par Bruxelles et débarquer en Écosse au printemps 1592.
En Écosse il devient l'ami et l'aumônier de plusieurs nobles écossais tels que Lord Huntly et Lord Angus ou Walter Lindsay. Il reste à leur service pendant près de 18 mois. Mais avec l'hostilité grandissante entre Écossais restés fidèles à l'Église catholique et ceux devenus calvinistes et l'arrestation de son hôte Walter Lindsay il doit finalement prendre la fuite. Il se rend en Angleterre. Il est alors capturé à la frontière le 25 novembre 1593 alors qu'il cherche à repasser en Écosse. Il est dans un premier temps emprisonné à Berwick, puis transféré à Newcastle upon Tyne, puis à York et enfin à la tour de Londres où il est torturé. Il est renvoyé à Durham pour y être jugé. Il est finalement condamné à mort avec deux autres prêtres Jean Boste et George Swallowell. Reconnu coupable de trahison il subit le supplice réservé aux traîtres à savoir pendaison, éviscération et écartèlement.

## Vénération
Reconnu comme un martyr catholique, John Ingram fut béatifié en 1929 par le pape Pie XI avec cent six autres catholiques martyrisés comme lui. Figurant aussi dans la liste des martyrs de Douai il est vénéré par l'Église catholique le 4 mai avec le groupe des cent sept martyrs d'Angleterre et du pays de Galles et individuellement le 26 juillet.